# Carthage (Illinois)
Carthage è una città degli Stati Uniti d'America, nella contea di Hancock, nello Stato dell'Illinois. La popolazione era di 2 725 persone al censimento del 2000. È il capoluogo di contea della contea di Hancock.
Carthage è nota per essere stato il luogo dell'assassinio di Joseph Smith nel 1844.

## Storia
La contea di Hancock e Carthage videro i primi coloni arrivare nelle primissime decadi del XIX secolo. Per il 1833 edifici semplici erano stati eretti in Carthage,
e la città fu mappata nel 1838. Era diventata il capoluogo della contea di Hancock nel 1835.
La sola persona impiccata legalmente nella contea di Hancock, William Fraim,
fu difesa nel suo processo dall'avvocato Abraham Lincoln, che allora seguiva procedimenti giudiziari in diversi tribunali, spostandosi a cavallo. Fraim fu ritenuto colpevole di omicidio. Lincoln presentò appello al giudice nel processo, che era fin dove gli appelli per lo più arrivavano allora. Poiché all'epoca non c'era una prigione a Carthage, Fraim fu tenuto nel palazzo di giustizia, che era a fianco della scuola. Fraim avrebbe conversato con i bambini dalla sua finestra al secondo piano. Come conseguenza di queste conversazioni, la maggior parte dei bambini della scuola erano presenti quando il loro nuovo amico, William, fu impiccato. Si ritiene che l'impiccagione sia avvenuta nelle vicinanze dell'attuale impianto cittadino di fognatura, ad est della città, dove un anfiteatro naturale permetteva alla folla di vedere l'evento.
Il 22 ottobre 1858 Abraham Lincoln fece un discorso a Carthage mentre era in campagna elettorale per il Senato. Il luogo del discorso è ricordato da una grande pietra sul lato sud della piazza del Palazzo di giustizia.

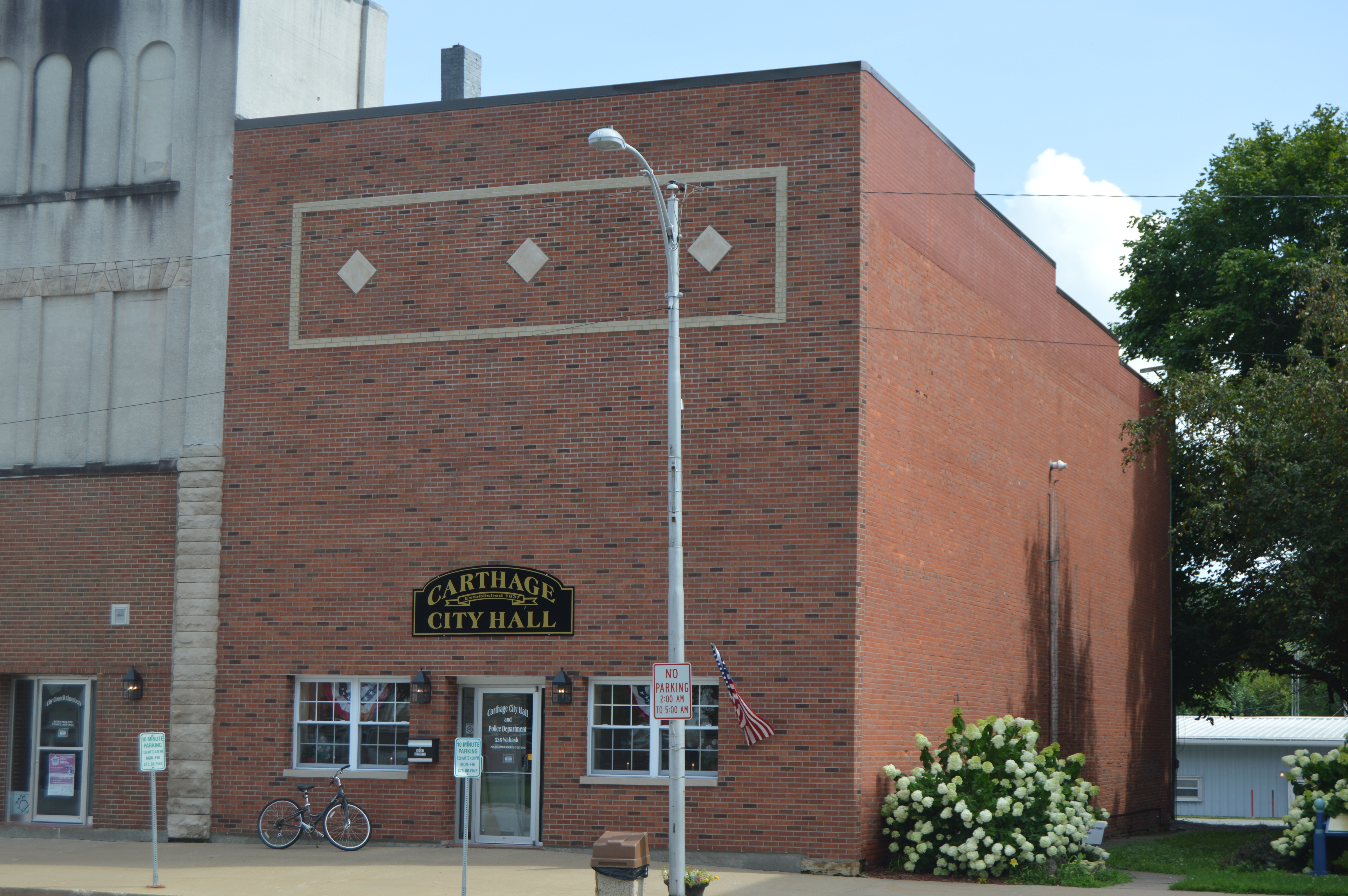
Il municipio di Carthage situato al 538 di Wabash Avenue

Mentre era incarcerato nella Prigione di Carthage nel giugno del 1844, Joseph Smith, il fondatore del movimento mormone, fu assassinato dalla folla. 
Lungo gli anni la prigione è stata modificata e utilizzata per differenti scopi. Per un periodo la prigione fu la sede del Carthage College. È stata restaurata ad una buona approssimazione del suo attuale aspetto nel 1844 ed è ora di proprietà della Chiesa di Gesù Cristo dei santi degli ultimi giorni. Il luogo, un intero isolato della città, è fatto funzionare come un centro per i visitatori storici.
La botanica, filantropa e viaggiatrice Alice L. Kibbe, nota a livello regionale, considerava Carthage come la sua casa. Assieme alle collezioni personali della dottoressa Kibbe, il Kibbe Hancock Heritage Museum di Carthage ospita una varietà di mostre che celebrano la storia locale e regionale.

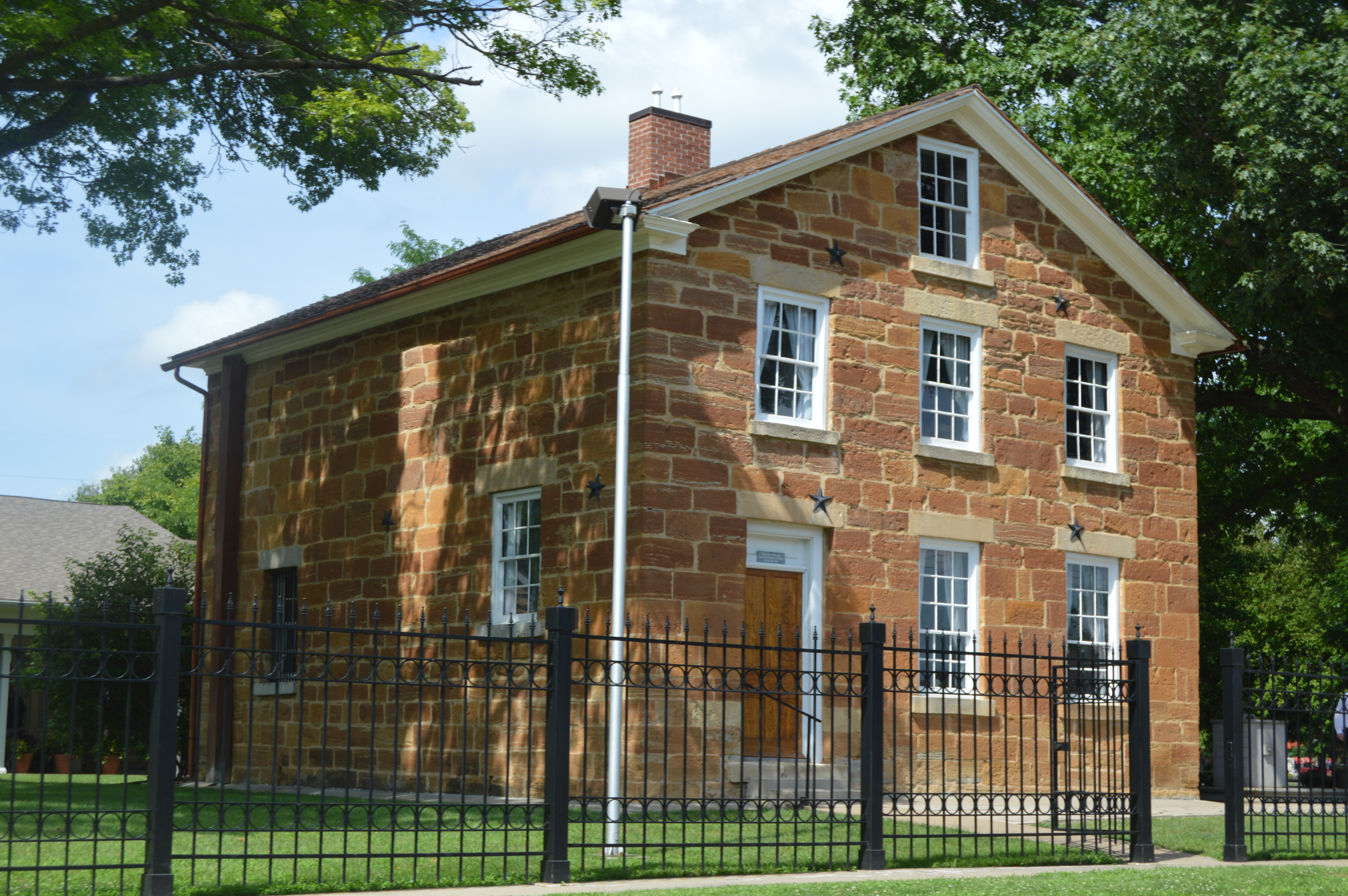
La vecchia prigione

Carthage è l'unica contea nell'Illinois ad avere ancora in esistenza le sue due prigioni. La vecchia prigione, chiamata la Mormon Jail ("prigione mormone"), che era anche la residenza dello sceriffo, situata sul lato sud della piazza del Palazzo di giustizia al 310 di Bunducan Street, e la nuova prigione, situata lungo la Highway 136 sul lato occidentale della città.

## Economia
L'economia di Carthage è centrata sull'agricoltura e industrie di supporto. Il terreno circostante è dedicato alla coltivazione, in particolare di mais e soia. In vicinanza della città si trovano anche allevamenti industriali di maiali.

L'azienda Methode Electronics, Inc. gestisce un impianto di produzione di componenti per auto, anche se l'impresa non dà più lavoro a una parte significativa della popolazione, come accadeva una volta.

### Turismo
- Carthage Golf Club: il campo da golf di 9 buche di Carthage si trova vicino al pittoresco omonimo lago.[13] Questo percorso con par 35 offre una varietà di buche lungo le sue 2 800 iarde (2 600 m); le buche vanno dalle 120 iarde (110 m), di cui 2 con ostacoli d'acqua, alle 5 diritte di 520 iarde (480 m), alle buche 4 e 8 a gomito.[14]
- Carthage Lake: il lago di Carthage è situato alla periferia nord-ovest della città; sulle sue rive si trova il Jaycee Park con ripari per picnic, disc golf, nuoto e attrezzature di gioco. Lungo le sue sponde ci sono un campeggio e il Carthage Golf Club.

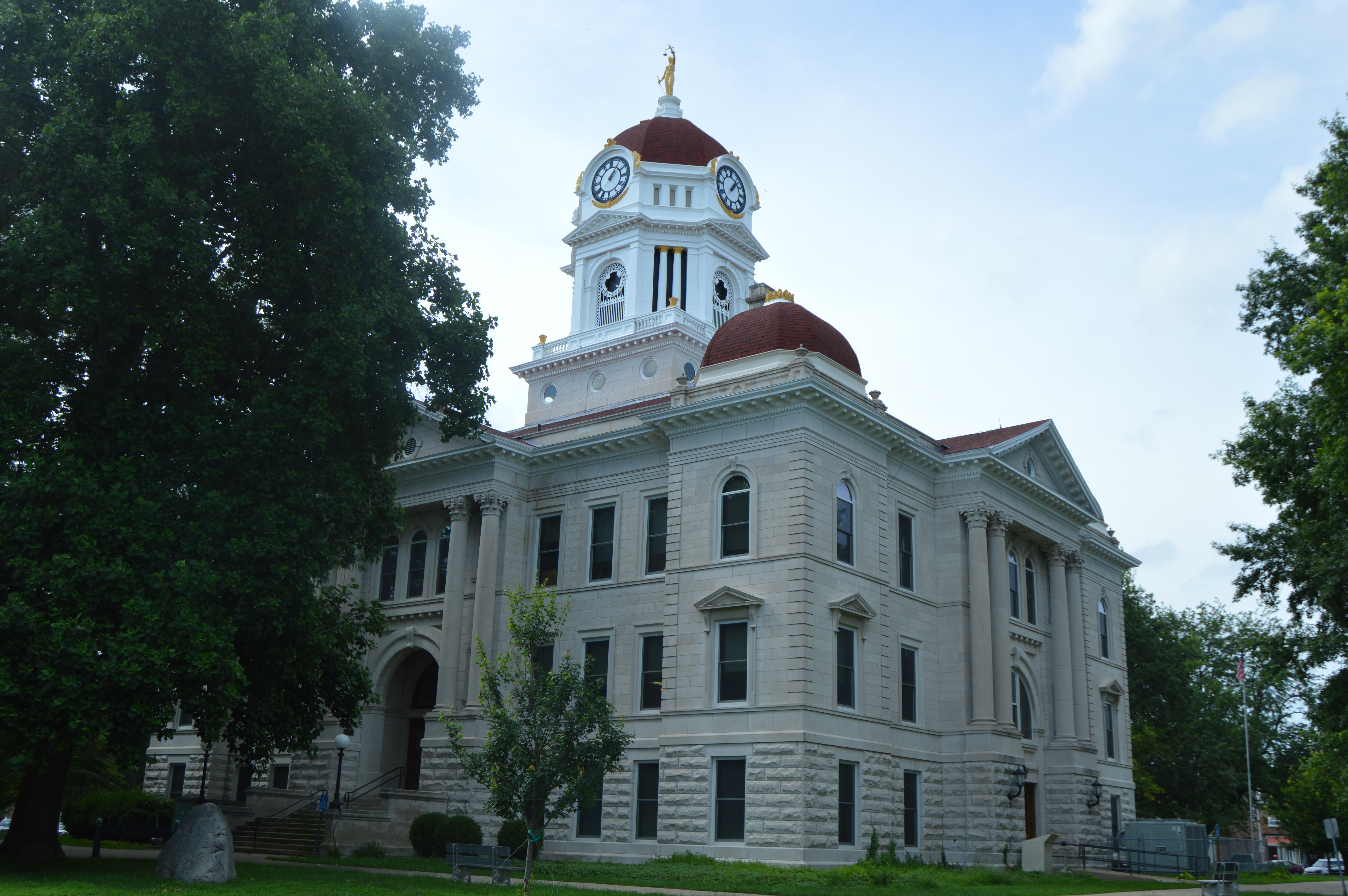
Hancock County Courthouse

- Hancock County Courthouse: il palazzo di giustizia della contea di Hancock a Carthage, costruito nel 1908, è il terzo tribunale della contea.[15] È al centro della piazza di Carthage.[16] Il palazzo di giustizia e i negozi che circondano la piazza sono stati iscritti nel Registro Nazionale dei luoghi storici dal 1986.[17]
- Jaycee park: il Jaycee park è il principale parco di Carthage. Situato presso il lago di Carthage, all'angolo nord-ovest della città, il parco dispone di zone per il campeggio (nei pressi del campo da golf), zone attrezzate per picnic di famiglia e riunioni, numerose aree di giochi per bambini, servizi igienici, acqua potabile e altro ancora.[18][19]
- Joe Grate Park: il Joe Grate Park, sul lato nord-est della città, include strutture per picnic, campi da baseball, softball e campi da tennis.
- Kibbe Hancock Heritage Museum: il Kibbe Hancock Heritage Museum,[20] situato di fronte all'antica prigione di Carthage[21] include una grande esposizione di reperti sulla vita nei primi mesi della contea di Hancock; la collezione di storia naturale della professoressa di biologia, Dr. Alice Kibbe; le acquisizioni dell'Illinois Funeral Director's Funeral Customs Museum e una mostra sulla Guerra Civile, la vita e la morte di Abraham Lincoln e dei suoi legami con la Hancock County.
- Lake Hill Winery: la Lake Hill Winery è stata fondata nel 2010 da Craig e Anita Wear.[22] La cantina, che si trova lungo il panoramico lago di Carthage, ha propri vigneti, un grande patio, un gazebo all'aperto e organizza banchetti. Dal 2010, la Lake Hill Winery è stata la prima azienda vinicola e sala banchetti del West Central Illinois.
- Looking for Lincoln: Carthage ha sei chioschi informativi "in cerca di Lincoln", ed è parte della The Looking for Lincoln Heritage Coalition (LFLHC).[23]
- World of Wonders Park (WOW Park): è un parco costruito dalla comunità nel 1994 in memoria di Emily Frankovich, una bambina morta a 6 anni in un incidente. Il World of Wonders park è nato dalla solidarietà di numerose persone. Si trova a sud della piazza della cittadina.

## Istruzione
A partire dal mese di agosto 2007, l'edificio della High School di Carthage (nota anche come Hancock County Central High School) è diventato la sede della neonata Illini West High School, potenziando le scuole superiori dei distretti di Carthage, La Harpe e Dallas City. Le tre città manterranno strutture separate per le scuole elementari e medie.

Il Carl Sandburg College, una scuola di due anni con sede a Galesburg, ha un campus distaccato situato a nord di Carthage. Dal 1870 al 1964 Carthage era sede del Carthage College, che poi si è trasferito a Kenosha, nel Wisconsin.
Dal 1965 al 1975, Carthage fu la sede della Robert Morris University-Illinois, che si è fusa con la Moser School of Business e si è trasferita a Chicago.
L'ex campus universitario di Carthage venne acquistato dal Prairieland Investment Group nel giugno 2007.
Alcuni edifici sono stati rinnovati per l'utilizzo da parte della Clinica Veterinaria di Carthage. L'auditorium è stato ceduto al Carl Sandburg College, ed è stato restaurato per l'utilizzo da parte del college e per le manifestazioni e gli eventi della comunità.

## Geografia fisica
Carthage è collocata alle coordinate 40°24′52″N 91°08′00″W.
Secondo il United States Census Bureau nel 2000, la città aveva una superficie totale di 1,5 miglia quadrate (4,1 km²), tutta di terra.
Nel giugno del 2006 una proprietà in area di sviluppo urbano sul lato orientale di Carthage fu volontariamente annessa nei confini della città. Questa proprietà ammonta approssimativamente a una superficie di 0,43 miglia quadrate (1,1 km²), tutta di terra ad eccezione di un lago di 8 acri (0,03 km²).

## Società

### Evoluzione demografica
| Censimento | Pop. | %±     |
| 1870       | 1448 | —      |
| 1880       | 1594 | 10,1%  |
| 1890       | 1654 | 3,8%   |
| 1900       | 2104 | 27,2%  |
| 1910       | 2373 | 12,8%  |
| 1920       | 2129 | −10,3% |
| 1930       | 2240 | 5,2%   |
| 1940       | 2575 | 15,0%  |
| 1950       | 3214 | 24,8%  |
| 1960       | 3325 | 3,5%   |
| 1970       | 3350 | 0,8%   |
| 1980       | 2978 | −11,1% |
| 1990       | 2657 | −10,8% |
| 2000       | 2725 | 2,6%   |
| 2010       | 2605 | −4,4%  |
| Stima 2014 | 2542 | −2,4%  |

### Censimento del 2010
Al censimento del 2010, erano 2 605 le persone che vivevano in 1 151 nuclei familiari. Con una superficie di 2,44 miglia quadrate (6,32 km²), la densità della popolazione era di 1 067 persone per miglio quadrato. Erano 1 308 le unità abitative totali con una densità media di 536 per miglio quadrato. Dal punto di vista etnico, il 97,3% dei residenti a Carthage si dichiaravano bianchi, lo 0,3% neri/afroamericani, lo 0,3% erano nativi americani, e lo 0,4% dichiaravano di essere asiatici. Nessun residente si definiva isolano del Pacifico. Lo 0,5% della popolazione restante si riteneva appartenente ad altre etnie, mentre l'1,2% apparteneva a più etnie. Il 2,0% della popolazione si dichiarava ispanico o latino.

### Censimento del 2000
Al censimento del 2000,
gli abitanti erano 2 725, i gruppi famigliari 1 184 e 709 le famiglie residenti nella città. 
La densità di popolazione era di 1 698,0 persone per miglio quadrato (657,6 / km²). Le unità abitative erano 1 314, con una densità media di 818,8 per miglio quadrato (317,1/km²). La composizione razziale della città era: 98,13% bianchi, 0,48% afroamericani, 0,48% nativi americani, 0,55% asiatici, 0,07% delle isole del Pacifico, 0,04% di altre etnie, e 0,26% da due o più etnie. Ispanici o latini di tutte le etnie erano lo 0,33% della popolazione.
Erano 1 184 le famiglie di cui il 27,8% avevano bambini sotto i 18 anni conviventi, 47,0% erano coppie sposate che vivevano insieme, il 10,0% avevano un capofamiglia donna senza il marito presente e il 40,1% non erano famiglie. Il 35,6% di tutte le famiglie erano composte da singoli e il 17,9% erano composte da singoli di 65 anni di età o più. Il formato medio dei conviventi era 2,22 ed il formato medio delle famiglie era 2,87.
Nella città la popolazione era distribuita con il 23,6% di età inferiore ai 18 anni, il 7,3% da 18 a 24, il 25,4% 25-44, il 21,8% da 45 a 64 e del 21,9% di 65 anni di età o più. L'età media era di 40 anni. Per ogni 100 donne vi erano 85,0 uomini. Per ogni 100 donne di 18 anni o più, vi erano 79,2 uomini.
Il reddito medio per abitazione era di 34 677 $ e il reddito medio per famiglia era 50 142 $. Gli uomini avevano un reddito medio di 36 058 $ contro 19 972 $ per le donne. Il reddito pro capite nella città era di 18 269 $. Circa il 3,6% delle famiglie e l'8,4% della popolazione erano sotto la soglia di povertà, compreso il 7,3% di quelli sotto i 18 anni e il 7,7% di quelli con 65 anni o più.

## Sanità
Il Memorial Hospital di Carthage ha aperto le sue porte nel 1949, il suo nome celebra gli eroi locali che hanno portato alla vittoria nella seconda guerra mondiale.
Sessant'anni dopo, Carthage ha celebrato l'inaugurazione di una nuova struttura nel luglio 2009. Il nuovo Memorial Hospital dispone delle tecnologie del XXI secolo.
L'ospedale include ambulatori della contea compresi Midwest Family Medical Care, Women & Family Medical Group e Convenient Care After-Hours Clinic in Carthage; Memorial Medical Augusta Clinic; Bowen Family Practice; Memorial Medical Nauvoo Clinic e Memorial Medical Clinic a LaHarpe.